# Arutua (Gemeinde)

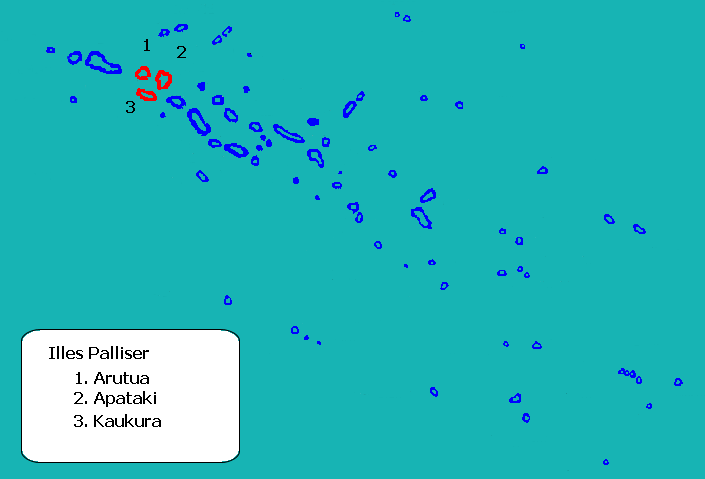
Position der Gemeinde Arutua

Arutua ist eine Gemeinde im Tuamotu-Archipel in Französisch-Polynesien.
Die Gemeinde besteht aus drei Atollen und ist in drei „Communes associées“ (Teilgemeinden) untergliedert. Der Hauptort der Gemeinde ist Arutua. Der Code INSEE der Gemeinde ist 98713. Die Postleitzahl ist 98761.
| Atoll oder Insel | Hauptdorf | Einwohner 2022 | Landfläche (km2) | Lagune (km2) | Koordinaten           |
| ---------------- | --------- | -------------- | ---------------- | ------------ | --------------------- |
| Arutua1          | Rautini   | 826            | 14               | 484          | 15° 19′ S, 146° 44′ W |
| Apataki1         | Niutahi   | 444            | 20               | 706          | 15° 27′ S, 146° 19′ W |
| Kaukura1         | Raitahiti | 466            | 11               | 434          | 15° 45′ S, 146° 41′ W |
| Gemeinde Arutua  | Rautini   | 1736           | 45               | 1624         |                       |

1 „Commune associée“ (Teilgemeinde)